# ラズ・セルキシアン
ラズ・セルキシアン （Raz Sarkishjan、1992年4月14日 - ）は、アルメニアの男性キックボクサー。エレバン出身。TOP TEAM BEVERWIJK所属。

## 来歴
2010年3月21日、K-1 World MAX 2010 West Europe Tournamentに参戦。63.5kg契約のスーパーファイトでマーロン・グロンと対戦しKO勝ち。
2012年5月12日、ホーストカップ ～Departure～で野杁正明と対戦。野杁から2ダウンを奪い、最終ラウンドに1ダウンを奪い返されたが判定勝ち。
2014年4月12日、GLORY 15でヨードクンポン・シットモンチャイと対戦し判定負け。
2014年11月3日、K-1 WORLD GP 2014 ～-65kg初代王座決定トーナメント～に参戦。トーナメント1回戦で久保優太と対戦し判定負け。